# Cara sucia
Cara Sucia (Brasil: Sombras do Passado ou Cara Suja)  é uma telenovela venezuelana produzida por Marisol Campos e exibida pela Venevisión entre 5 de março a 12 de outubro de 1992, substituindo Mundo de fieras e sendo substituída por Por amarte tanto.
É protagonizada por Sonya Smith e Guillermo Dávila e Antagonizada por Gigi Zanchetta e Humberto García
Baseada na radionovela La gata de Inés Rodena, foi escrita por Carlos Romero e Alberto Gómez.

## Elenco
- Sonya Smith - Estrella Montenegro Campuzano / Estrella "Estrellita" Camacho[2]
- Guillermo Dávila - Miguel Ángel González De la Vega / Miguel Ángel Guzmán De la Vega
- Gigi Zanchetta - Santa Ortigoza Lavarte
- Adolfo Cubas - Antonio González De la Vega
- Eva Blanco - Candelaria Camacho Duval, "La zamura"
- Elio Rubens † - Leonardo Montenegro, "Sr. Misterio"
- Chony Fuentes - Rebeca De la Vega de González
- Helianta Cruz - Genoveva "Veva" Lavarte De Ortigoza
- Alberto Marín † - Padre Lombarito
- Humberto García - Horacio González Ferrer
- Julio Capote - Fermín
- Marcelo Romo † - Carmelo
- Simón Pestana - José Gregorio
- Solmaira Castillo - Deyanira Falcón
- Jeniree Blanco
- Elizabeth López - Federica Rangel Lavarte
- Rita De Gois - Carmen Dos Santos
- Marcelo Rodríguez - Agustín Dos Santos
- Hans Christopher - Víctor Iriarte
- Miguel Moly
- Chumico Romero
- Alexis Escámez
- Hilda Moreno † - Coralia Margarita Blanco
- Coromoto Roche † - Teresa
- Deyanira Hernández - Eloisa
- Gonzalo Contreras - Dr. Gordillo
- José A. Urdaneta - Chuito (Jesús Camacho)
- María A. Avallone - Karina González de la Vega
- Enrique Oliveros † - Oscar
- Blanquita Vera †
- Ana Martínez † - Asunción
- Daniel Escámez †
- Solmaira Liendo
- Joel de la Rosa - Fabián
- Eduardo Luna - Kirikó
- Jesus Bello
- Tania Martínez
- Yuri Rodríguez
- Marina Prieto
- Félix Perdomo
- Shia Bertoni
- Ana Máximo
- Niurka Acevedo
- Eduardo Luna
- Lida Mironesco
- Gil Vargas †
- Yomali Almenar
- Coll Spaces
- Winston Vallenilla - Freddy
- Bárbara Mosquera - Hilda
- Humberto Tancredi † - Efraín Ortigosa
- Luis Pérez Pons - Rocco
- Ana María Pagliachi - Tamara San Diego
- Gabriela Gerbes - Ileana
- Isabel Hungría † - Tomasa
- Laura Zerpa - Madre Superiora
- Hilda Blanco † - Moncha
- Mauricio González - Fernando Guzmán
- Juan Carlos Baena - Fotógrafo
- Álex de la Fuente - Doctora
- Umberto Buonocuore † - Pepino
- Lizbeth Manrique - Loly
- Manolo Manolo † - Doctor
- Israel Maranatha - El Gato
- Svenn Luna - Policia
- Ileana Jacket - Vecina de Candelaria
- Frank Méndez - Rocky
- Mario Brito † - Juan
- Susana Duijm †
- José Escalona - Juiz

## Exibição no Brasil
No Brasil, foi exibida pela Rede Bandeirantes, entre 7 de junho e 22 de outubro de 1999, sob o título de Sombras do passado.
Foi exibida pela segunda vez, com a mesma dublagem brasileira da Megasom, a partir do primeiro semestre de 2022, tendo seu último capítulo transmitido em 31 de outubro do mesmo ano, inaugurando o horário das 19:00 (com reprise em diversos horários e maratona aos finais de semana) do canal Novelíssima (2138), disponível através do serviço de streaming gratuito Samsung TV Plus. Os capítulo 41 e 96 foram pulados nesta exibição. Foi sucedida no horário por sua substituta original na Venezuela, Por amarte tanto.
Sua terceira exibição ocorreu também pelo canal Novelíssima, entre 05 de outubro de 2023 e 29 de maio de 2024,no horário das 21h ,substituindo Maria Celeste, e novamente sendo substituída por Por amarte tanto, menos de um ano após ser finalizada a reprise anterior. Nessa ocasião, foram apresentados os dois primeiros capítulos nos dias 05 e 06 de outubro. A partir da segunda-feira seguinte,durante pouco mais de uma semana, foram apresentados somente os dois primeiros capítulos continuamente, retornando a exibição normal (por volta do décimo capítulo) no dia 18 do mesmo mês.
Cara Suja foi disponível dublada no Pluto Tv, os capítulos 41 e 96 (pulados na exibição do Novelissima), aparentemente foram redublados por IA.

## Exibição em Portugal
Foi exibida na TVI, em 1994, sob o título "Estrela", e substituindo a primeira telenovela venezuelana exibida na emissora, "Lágrimas", e sendo substituída por Morena Clara. Nos fins de semana, eram reprisados os episódios da semana anterior, como um compacto longo de aproximadamente 4 a 5 horas de emissão.

## Versões
Cara sucia é baseada, de forma livre, da radionovela La gata, escrita originalmente por Inés Rodena, da qual outras versões foram feitas:
No México:
- Telenovela La gata, produzida por Valentín Pimstein para a Televisa em 1970 e protagonizada por María Rivas e Juan Ferrara.
- Telenovela La fiera, produzida por Valentín Pimstein para a Televisa em 1983 e protagonizada por Victoria Ruffo e Guillermo Capetillo.
- Telenovela Rosa salvaje, produzida por Valentín Pimstein para a Televisa em 1987 e protagonizada por Verónica Castro e Guillermo Capetillo.
- Telenovela Sueño de amor, produzida por José Rendón para a Televisa em 1993 e protagonizada por Angélica Rivera e Omar Fierro.
- Telenovela Por un beso, produzida por Angelli Nesma para a Televisa em 2000 e protagonizada por Natalia Esperón e Víctor Noriega.
- Telenovela Pobre diabla, produzida por Fides Velasco para a TV Azteca em 2009 e protagonizada por Alejandra Lazcano e Cristóbal Lander.
- Telenovela La gata, produzida por Nathalie Lartilleux para a Televisa e protagonizada por Maite Perroni, Daniel Arenas e Erika Buenfil.

Na Venezuela:
- Telenovela La gata, produzida pela Venevisión em 1968 e protagonizada por Peggy Walker e Manolo Coego.
- Telenovela Rubí rebelde, produzida pela RCTV em 1988 e protagonizada por Mariela Alcalá e Jaime Araque.
- Telenovela Muñeca de trapo, produzida pela Venevisión em 2000 e protagonizada por Karina Orozco e Adrián Delgado.
- Telenovela Gata salvaje, produzida pela Venevisión em 2002 e protagonizada por Marlene Favela e Mario Cimarro.

No Brasil
- Telenovela Seus Olhos, produzida pelo SBT em 2004 e protagonizada por Carla Regina e Thierry Figueira.